# Tourismus in Italien

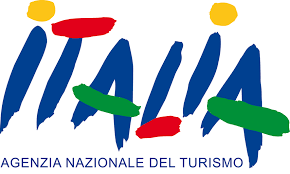
Logo von Italia.it, der nationalen italienischen Tourismus-Website

Der Tourismus gehört seit Jahrzehnten zu den bedeutenden Einnahmequellen Italiens.
Mit rund 65 Millionen Touristen pro Jahr (2019) ist Italien laut ISTAT das fünfthäufigste besuchte Land bei internationalen Touristenankünften, aber das zweitgrößte nach Spanien in Bezug auf die Übernachtungen in Hotels mit insgesamt 220,7 Millionen Übernachtungen ausländischer Besucher von 432,6 Millionen Besuchern.
Italien gehört zu den klassischen Reisezielen der Welt. Beliebte Ziele sind die Alpen, die Küstengebiete am Ligurischen und Adriatischen Meer, zahlreiche historische Städte, Museen, archäologische Ausgrabungsstätten, sowie der Karneval in Venedig.
Der italienische Beitrag zum kulturellen und historischen Erbe Europas und der Welt ist beachtenswert. Als Kreuzweg der Zivilisationen des Mittelmeerraumes, Zentrum des Römischen Reiches, Sitz des Papsttums und Wiege der Renaissance spielte Italien eine entscheidende Rolle und wurde zum Ausgangsland der europäischen Kunst, Kultur und Forschung.
Italien hat insgesamt schätzungsweise 100.000 Denkmäler jeglicher Art (Museen, Schlösser, Statuen, Kirchen, Galerien, Villen, Brunnen, historische Häuser und archäologische Funde). Es ist das Land mit den meisten Welterbestätten der UNESCO (58). Die in Italien befindlichen Welterbestätten reichen von einzelnen Gebäuden über ganze Kernstädte bis zu thematisch übergreifenden Gruppen wie den Felsbildern des Valcamonica, prähistorischen Pfahlbauten, den mit der Herrschaft der Langobarden verbundenen Orten oder einer Gruppe spätbarocker Städte.

## Statistiken

### Entwicklung der Anzahl internationaler Gäste
Als internationale Gäste zählen alle Personen, die aus dem Ausland anreisen und mindestens einmal in Italien übernachten. Angegeben sind zudem die getätigten Ausgaben dieser Gäste gerechnet in US-Dollar.
| Jahr | Anzahl int. Gäste | Einnahmen       |
| ---- | ----------------- | --------------- |
| 1995 | 31.052.000        | 30,411 Mrd. USD |
| 1996 | 34.080.000        | 31,884 Mrd. USD |
| 1997 | 34.692.000        | 31,415 Mrd. USD |
| 1998 | 34.933.000        | 31,339 Mrd. USD |
| 1999 | 36.516.000        | 29,570 Mrd. USD |
| 2000 | 41.181.000        | 28,712 Mrd. USD |
| 2001 | 39.563.000        | 26,924 Mrd. USD |
| 2002 | 39.799.000        | 28,213 Mrd. USD |
| 2003 | 39.604.000        | 32,623 Mrd. USD |
| 2004 | 37.071.000        | 37,893 Mrd. USD |

| Jahr | Anzahl int. Gäste | Einnahmen       |
| ---- | ----------------- | --------------- |
| 2005 | 36.513.000        | 38,364 Mrd. USD |
| 2006 | 41.058.000        | 41,666 Mrd. USD |
| 2007 | 43.654.000        | 46,134 Mrd. USD |
| 2008 | 42.734.000        | 46,217 Mrd. USD |
| 2009 | 43.239.000        | 40,407 Mrd. USD |
| 2010 | 43.626.000        | 38,432 Mrd. USD |
| 2011 | 46.119.000        | 43,271 Mrd. USD |
| 2012 | 46.360.000        | 40,943 Mrd. USD |
| 2013 | 47.704.000        | 43,825 Mrd. USD |
| 2014 | 48.576.000        | 45,562 Mrd.     |

| Jahr | Anzahl int. Gäste | Einnahmen       |
| ---- | ----------------- | --------------- |
| 2015 | 50.732.000        | 41,415 Mrd. USD |
| 2016 | 52.372.000        | 42,423 Mrd. USD |
| 2017 | 58.253.000        | 46,719 Mrd. USD |
| 2018 | 61.567.200        | 51,602 Mrd. USD |
| 2019 | 62.100.000        | 47,798 Mrd. USD |
| 2020 | 38.419.000        | 20,459 Mrd. USD |

### Internationalen Ankunft
Im Jahr 2019 waren die wichtigsten ausländischen Herkunftsländer laut ISTAT-Daten:
| Rang | Land                                                                 | Ankunft    |
| ---- | -------------------------------------------------------------------- | ---------- |
| 1    | Deutschland                                                          | 12.832.334 |
| 2    | Vereinigte Staaten                                                   | 6.092.754  |
| 3    | Frankreich                                                           | 4.744.412  |
| 4    | Vereinigtes Königreich                                               | 3.695.112  |
| 5    | Volksrepublik China                                                  | 3.167.960  |
| 6    | Schweiz und Liechtenstein                                            | 3.027.331  |
| 7    | Österreich                                                           | 2.648.203  |
| 8    | Spanien                                                              | 2.243.621  |
| 9    | Niederlande                                                          | 2.137.760  |
| 10   | Russland                                                             | 1.778.720  |
| 11   | Polen                                                                | 1.593.692  |
| 12   | andere europäischen Länder                                           | 1.406.696  |
| 13   | andere asiatische Länder                                             | 1.282.925  |
| 14   | Belgien                                                              | 1.258.901  |
| 15   | Japan                                                                | 1.133.118  |
| 16   | Brasilien                                                            | 1.116.846  |
| 17   | Australien                                                           | 1.049.285  |
| 18   | Südkorea                                                             | 1.006.673  |
| 19   | Kanada                                                               | 948.176    |
| 20   | Tschechien                                                           | 900.502    |
| 21   | Rumänien                                                             | 797.381    |
| 22   | andere lateinamerikanische Länder                                    | 719.212    |
| 23   | Schweden                                                             | 697.407    |
| 24   | Dänemark                                                             | 631.748    |
| 25   | Ungarn                                                               | 610.697    |
| 26   | Argentinien                                                          | 610.117    |
| 27   | Israel                                                               | 605.415    |
| 28   | Indien                                                               | 593.319    |
| 29   | andere Länder des Mittleren Ostens                                   | 537.669    |
| 30   | Irland                                                               | 459.011    |
| 31   | Mexiko                                                               | 413.514    |
| 32   | Portugal                                                             | 410.857    |
| 33   | Türkei                                                               | 404.344    |
| 34   | Norwegen                                                             | 390.789    |
| 35   | andere Länder                                                        | 362.967    |
| 36   | Griechenland                                                         | 353.276    |
| 37   | Slowenien                                                            | 330.638    |
| 38   | Kroatien                                                             | 294.825    |
| 39   | Finnland                                                             | 267.366    |
| 40   | Bulgarien                                                            | 242.836    |
| 41   | Slowakei                                                             | 239.772    |
| 42   | Mittelmeer-Afrika (Algerien, Libyen, Marokko, Mauretanien, Tunesien) | 209.352    |
| 43   | andere afrikanische Länder                                           | 190.346    |
| 44   | Litauen                                                              | 168.894    |
| 45   | Neuseeland                                                           | 140.019    |
| 46   | Malta                                                                | 128.442    |
| 47   | Südafrika                                                            | 110.147    |
| 48   | Luxemburg                                                            | 94.622     |
| 49   | Lettland                                                             | 93.279     |
| 50   | Ägypten                                                              | 83.236     |
| 51   | Estland                                                              | 78.398     |
| 52   | Venezuela                                                            | 48.017     |
| 53   | Island                                                               | 43.216     |
| 54   | Zypern                                                               | 34.296     |
|      | Ankünfte gesamt                                                      | 65.010.220 |

### Übernachtungen nach Ländern
Im Jahr 2019 waren die wichtigsten ausländischen Herkunftsländer laut ISTAT-Daten:
| Rang | Land                      | Übernachtungen |
| ---- | ------------------------- | -------------- |
| 1    | Deutschland               | 58.699.396     |
| 2    | Vereinigte Staaten        | 16.302.928     |
| 3    | Frankreich                | 13.842.473     |
| 4    | Vereinigtes Königreich    | 13.674.263     |
| 5    | Schweiz und Liechtenstein | 10.806.529     |
| 6    | Niederlande               | 10.320.382     |
| 7    | Österreich                | 9.520.238      |
| 8    | Polen                     | 6.203.982      |
| 9    | Russland                  | 5.819.444      |
| 10   | Spanien                   | 5.789.755      |
| 11   | Volksrepublik China       | 5.355.907      |
| 12   | Belgien                   | 4.751.383      |
| 13   | Tschechien                | 4.127.567      |
| 14   | Dänemark                  | 3.058.530      |
| 15   | Australien                | 2.881.036      |
| 16   | Brasilien                 | 2.824.686      |
| 17   | Rumänien                  | 2.765.252      |
| 18   | Kanada                    | 2.665.209      |
| 19   | Japan                     | 2.544.362      |
| 20   | Schweden                  | 2.372.891      |
| 21   | Ungarn                    | 2.210.468      |
| 22   | Irland                    | 1.815.223      |
| 23   | Norwegen                  | 1.247.398      |
| 24   | Griechenland              | 903.868        |
|      | Extra-Europa Lander       | 17.437.507     |
|      | andere europäische Länder | 5.311.276      |
|      | Übernachtungen gesamt     | 220.662.684    |

## Reiseziele (Auswahl)
- Amalfiküste: Küstenabschnitt in Kampanien
- Alberobello: durch ihre Kegelbauten (Trulli) bekannte Stadt in Apulien.
- Apennin: 1500 km langer Gebirgszug der sich von der Poebene bis nach Sizilien zieht.
- Ätna: aktiver Vulkan auf Sizilien und mit rund 3323 Meter über dem Meeresspiegel der höchste Vulkan Europas.
- Capri: Insel im Golf von Neapel
- Catania: mit dem Dom, dem Castello Ursino und dem Teatro Massimo.
- Cinque Terre: Küstenabschnitt der Italienischen Riviera, mit den fünf Dörfern Monterosso al Mare, Vernazza, Corniglia, Manarola und Riomaggiore.
- Dolomiten: Berglandschaften (UNESCO-Weltnaturerbe)
- Florenz: mit der Kathedrale, den Uffizien und einer großen Anzahl von Kulturdenkmälern.
- Mailand: mit dem Dom und dem Teatro alla Scala.
- Matera: bekannt für seine Altstadt, die zu einem erheblichen Teil aus Höhlensiedlungen, den Sassi, besteht.
- Neapel: Großstadt bei den Phlegräischen Feldern am Fuße des Vesuv, mit Pompeji.
- Oberitalienische Seen: wie Comer See, Gardasee, Lago Maggiore und Luganersee.
- Palermo: Italiens fünftgrößte Stadt und das politische sowie kulturelle Zentrum Siziliens.
- Pisa: mit dem weltberühmten schiefen Turm und Dom zu Pisa.
- Rimini: am Adriatischen Meer gelegene Stadt und ein Zentrum des Badetourismus.
- Rom: die „Ewige Stadt“ mit zahlreichen Sehenswürdigkeiten wie dem Kolosseum, dem Trevi-Brunnen, dem Forum Romanum, der Engelsburg, dem Pantheon und der Vatikanstadt.
- San Gimignano: Kleinstadt in der Toskana mit einem mittelalterlichen Stadtkern, auch „Stadt der Türme“ genannt.
- Südtirol: mit klimatisch begünstigten Tallagen und vielfältigen Wintersportmöglichkeiten.
- Venedig: mit dem Markusplatz, dem Canal Grande, der Rialtobrücke und dem Karneval.
- Verona: mit der antiken Arena und dem berühmtesten Balkon der Literaturgeschichte (Haus der Julia (Casa di Giulietta))

Venedig gilt als eine der schönsten Städte der Welt.
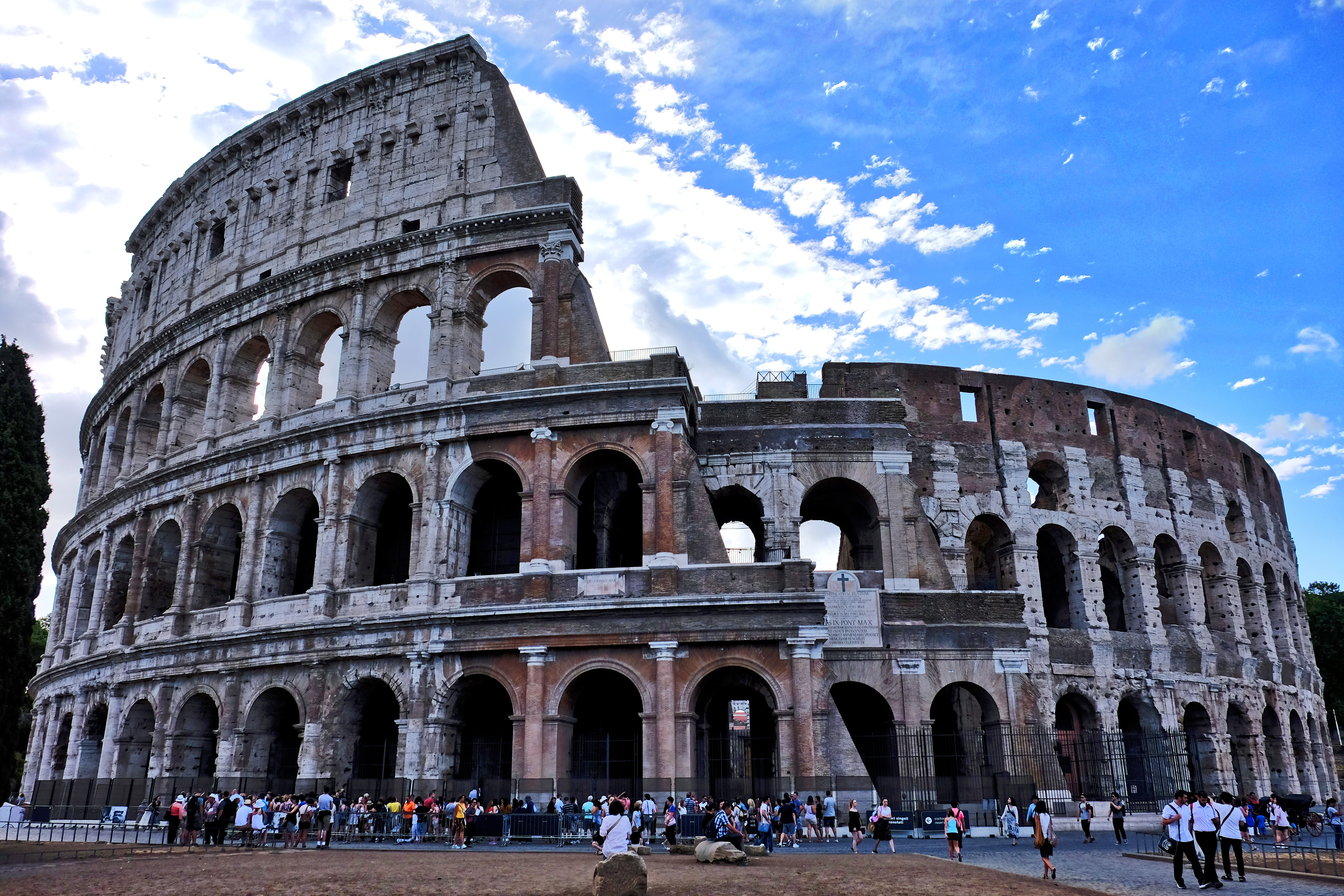
Der Kolosseum
Cattedrale S. Maria del Fiore in Florenz
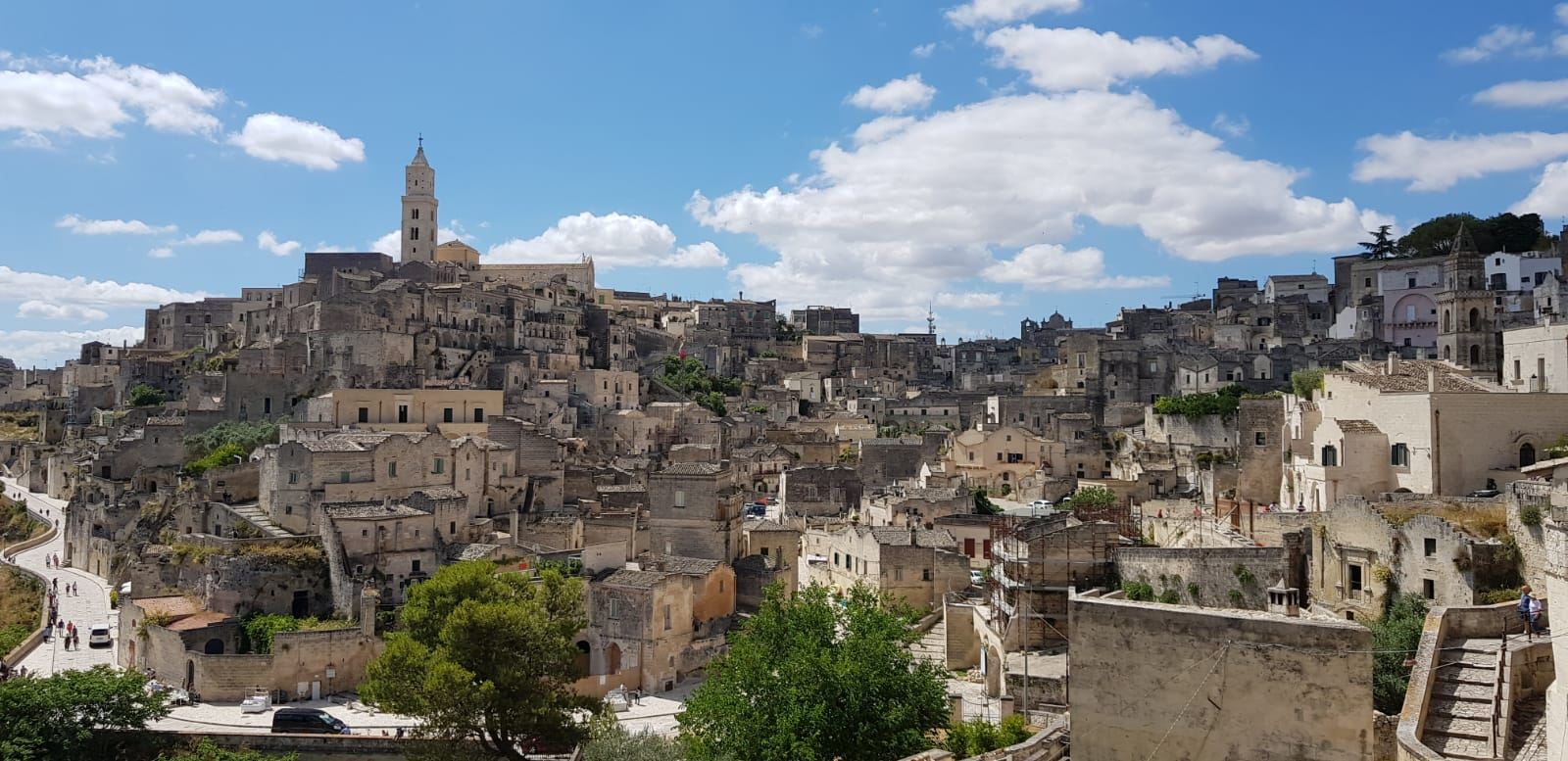
Sassi di Matera
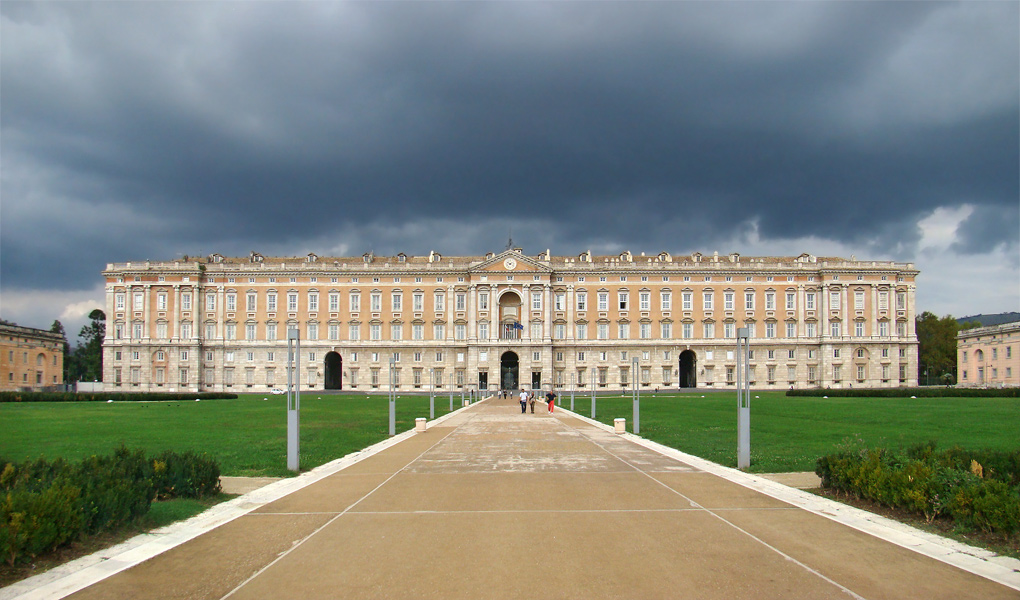
Reggia di Caserta
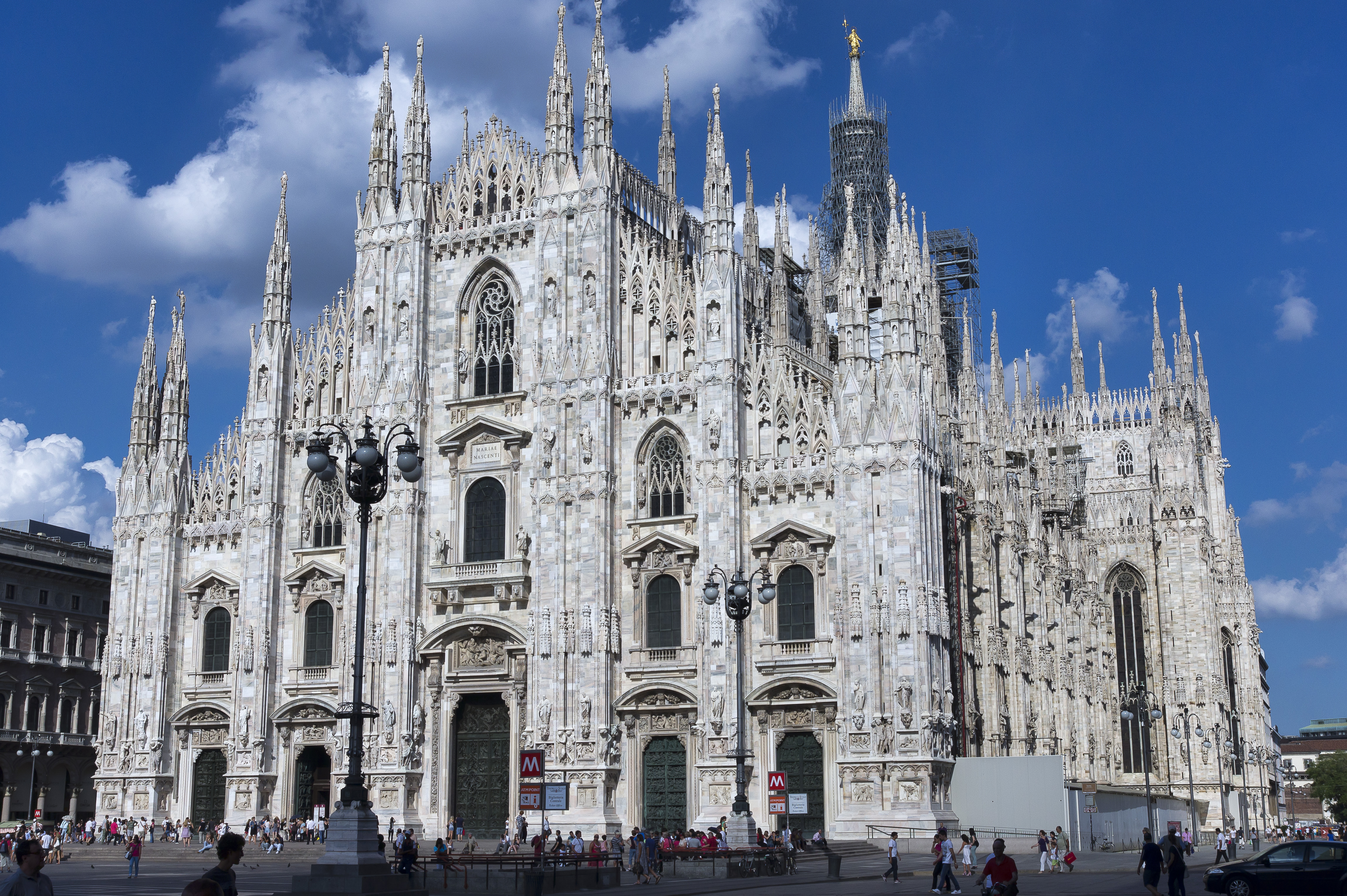
Duomo di Milano
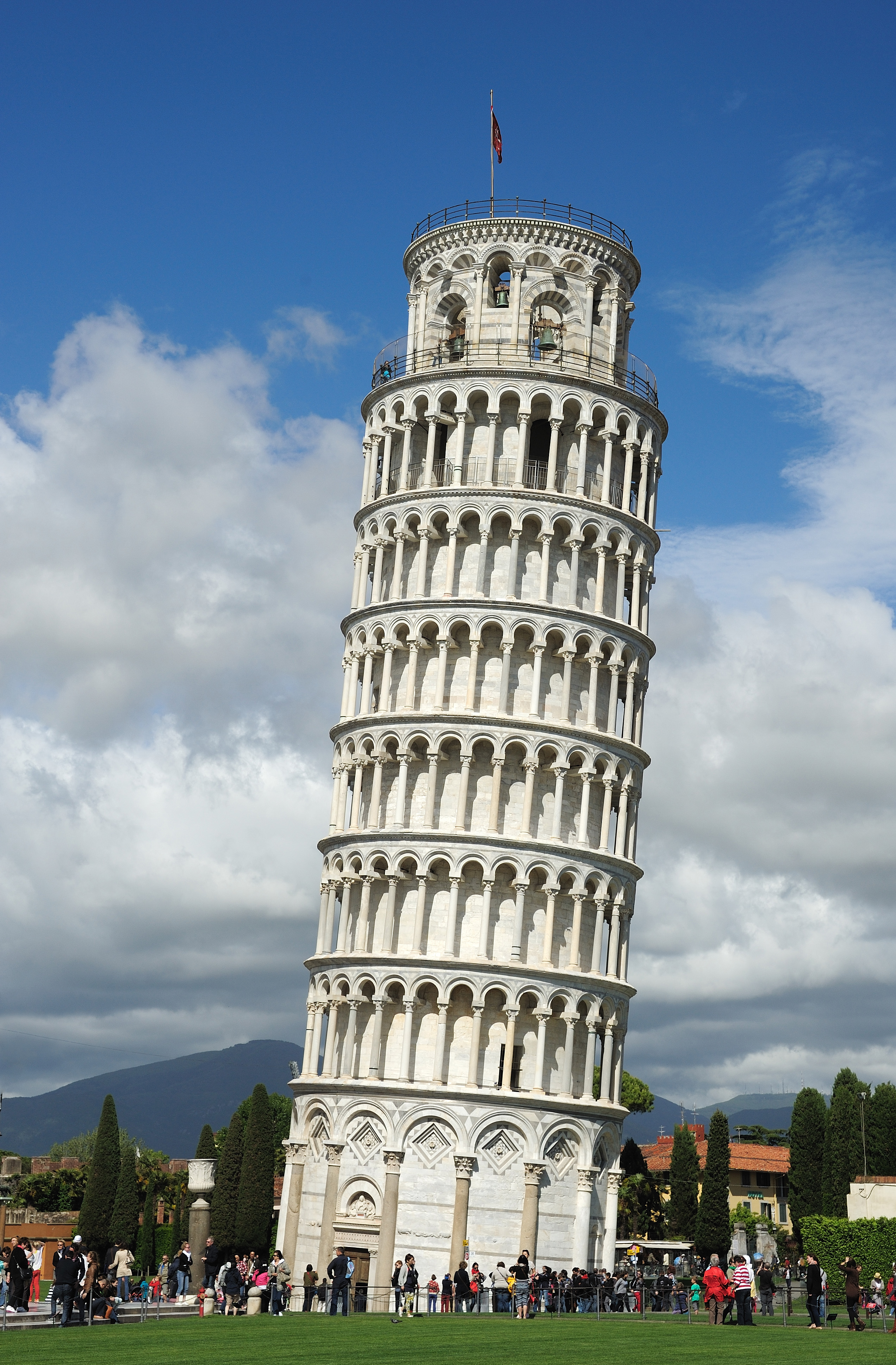
Pisa
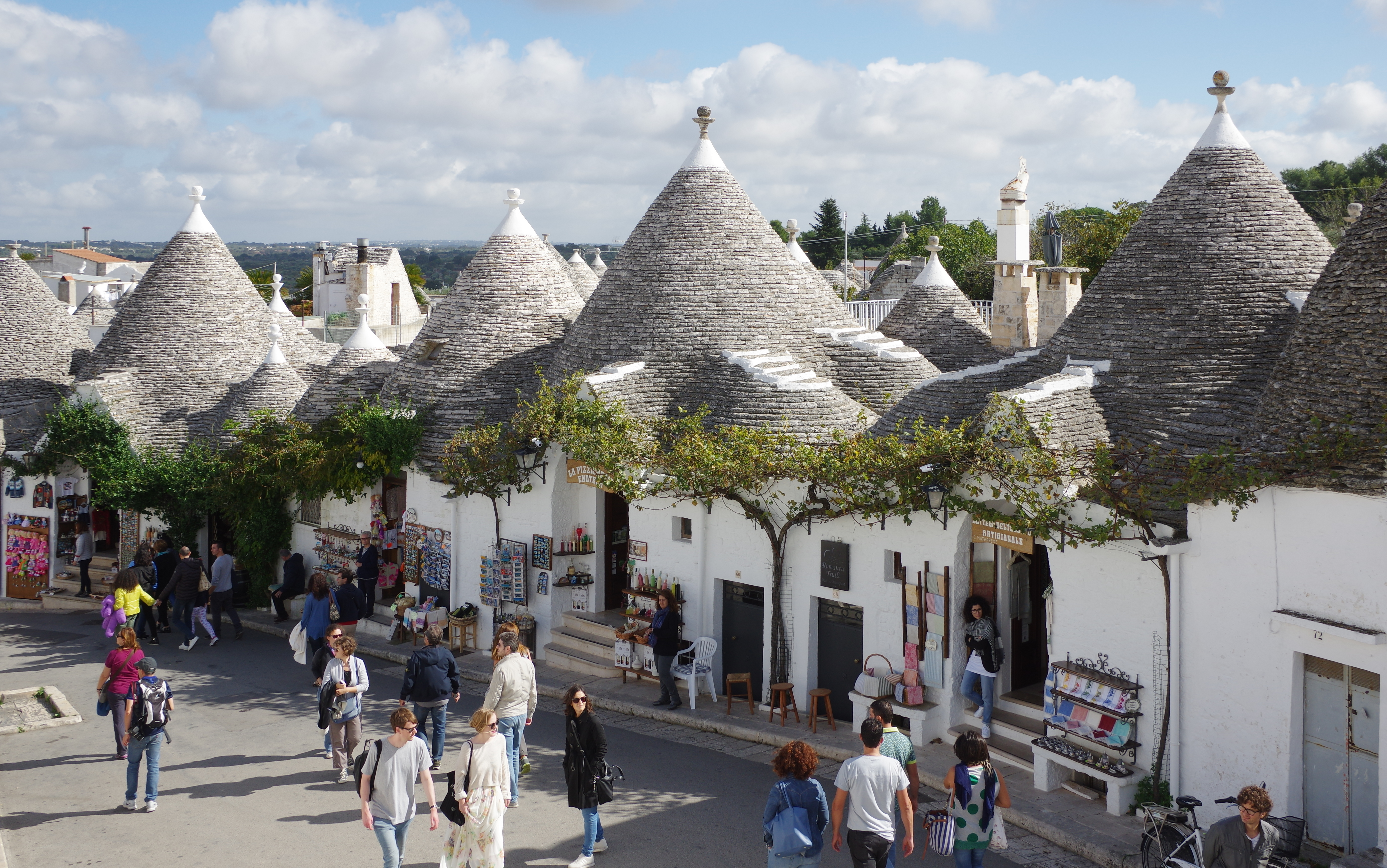
Trulli in Alberobello
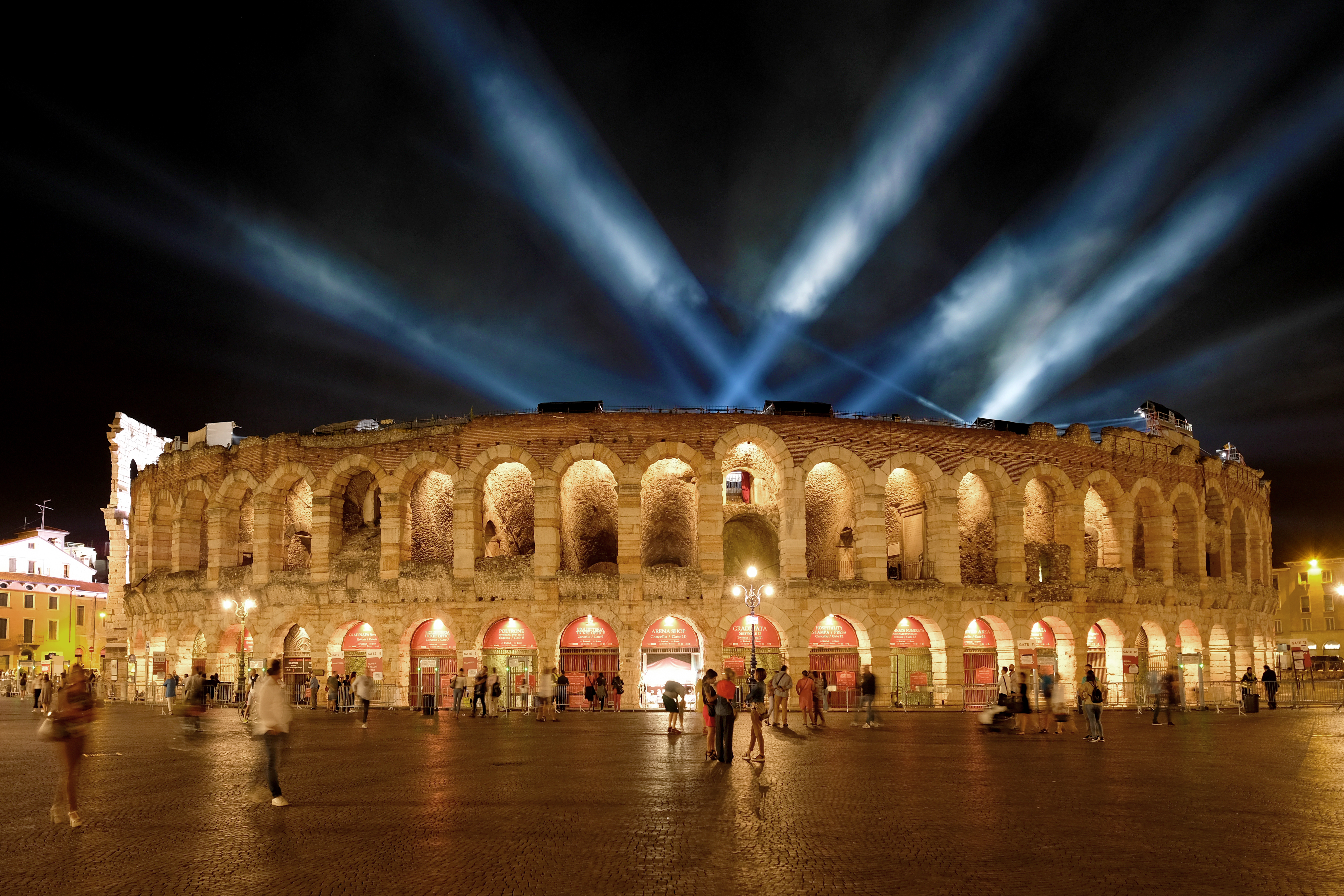
Arena in Verona